# 우녠전

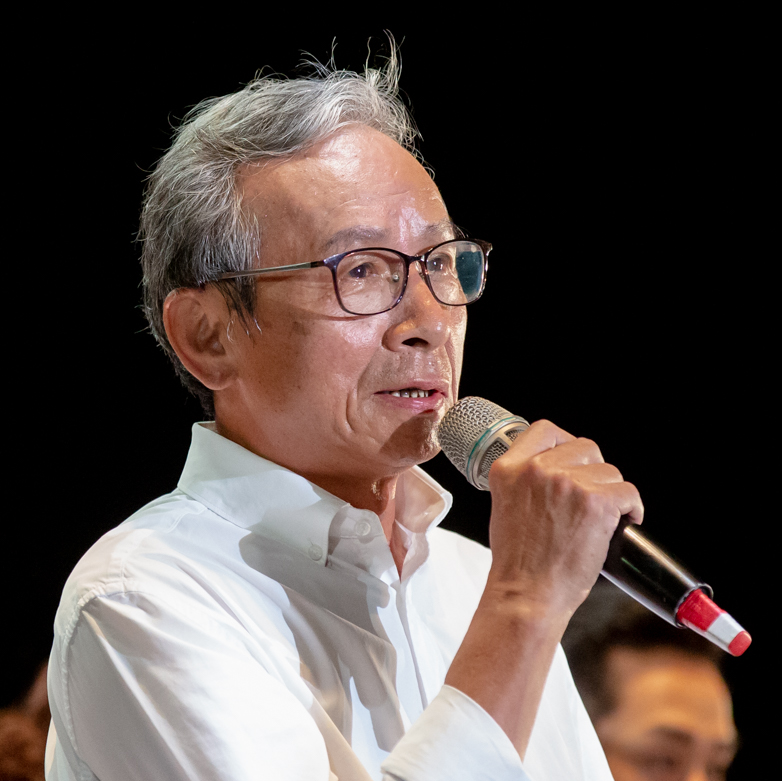

우녠전(중국어: 吳念真, 병음: Wú Niànzhēn, 한자음: 오념진, 1952년 8월 5일 ~ )은 중화민국의 배우, 각본가, 영화 감독이다.
타이베이시에서 태어났다.

## 영화
- 10+10 (2011년)
- 대아거원방 (2009년)
- 연습곡 (2006년)
- 순수한 사건 (2000년)
- 하나 그리고 둘 (2000년) - NJ 역
- 마작 (1996년)
- 다상 (1994년)
- 무언적산구 (1994년)
- 희몽인생 (1993년)
- 화룡만가 (1991년)
- 객도추한 (1990년)
- 로빙화 (1989년)
- 비정성시 (1989년)
- 해탄적일천 (1983년)